# رئیسی (نام خانوادگی)
این صفحه افرادی با نام خانوادگی رئیسی را فهرست می‌کند:
- سید ابراهیم رئیسی فقیه و روحانی شیعه
- رسول رئیسی وزنه‌بردار سابق
- مهرداد رئیسی
- نیما رئیسی هنرپیشه
- منصور رئیسی
- محمد رئیسی
- رضا رئیسی قایقران
- شیما علی، بازیگر ایرانی کویتی.